# Сарти
Сарти (грч. Σάρτη) је село (летовалиште) у Грчкој на „прсту“ Ситонија на полуострву Халкидики. Налази се 140 километара југоисточно од Солуна и има поглед на Свету Гору. Сарти чине 4-5 улица и много малих попречних улица.
Сарти је некада био део општине Торони, али је 2011. године припојена општини Ситонија која сада обухвата целу територију Ситоније.

## Карактеристике
Сарти је подељен на Стари Сарти, Нови Сарти и Сарти бич (Sarti beach). Плажа у Сартију је пешчана, дугачка око 3 километра и доста широка. Плажа гледа на Свету Гору. Стари део Сартија има мало крупнији песак, а када се крене ка новом делу он постаје ситнији.

## Историјат
По легенди Сарти је основан у VIII веку пре нове ере, а добио је име по свом краљу Сартиосу. Име Сарти спомиње се први пут у V веку п.н.е у списима чувеног грчког историчара Херодота. Он наводи да је кроз место прошао персијски цар Ксеркс у походу на грчке градове у V веку п. н. е. Сарти крајем V века постаје п.н.е постаје један од 32 најважнија града на Халкидикују. Ови градови под вођством Олинтоса оснивају „Заједницу Халкиђана”, коју ће 379. године уништити Спарта. Међутим, ускоро долази до поновног уједињења, али савез коначно уништава Филип II, краљ Македоније. Рушевине града данас се могу наћи изнад залива Сикиа.
У XIV веку се помиње село под именом „Сартис”, које је било метох манастира Ксиропотам са Свете Горе. Село је опустошено у XVII веку у нападу гусара.
Сарти је поново насељен након Грчко-турских ратова (1919—1922). Након пораза у том рату, грчко становништво је било приморано да 18. октобра 1922. године напусти Малу Азију и насели се у Грчку. Преци данашњег становништва Сартија некада је насељавало острво Афисија (данас Авса) у Мраморном мору. У страху од покоља Грци су по њих послали бродове и превезли их у Атину. Мислећи да одлазе само привремено нису са собом понели ништа од својих добара. Група мештана вратила се на острво и затекла је спаљене и опљачкане куће. Незадовољни животом у великом граду, одлучили су да потраже место на коме ће се населити. Након неколико месеци пронашли су Сарти, које их је посетило на место на коме су живели и ту су одлучили да оснују Нову Афисију, једно од 27 нових насеља које су основале избеглице на Халкидикију.
У почетку је становништво живело тешко и у сиромаштву. Без кућа и хране умирали су од глади и болести. Мештатни Сикије, богатог и јединог места на Халкидикију до рата, нису благонаклоно гледали на придошлице и нису им помагали. Њима су помогли монаси манастира метоха манастира Ксиропотам и они су у њему провели наредне две године док нису саградили прве куће које се и данас могу видети у старом делу Сартија. Бавили су се искључиво риболовом. За неколико деценија успели су да укроте негостољубиву природу и саграде живописно рибарско насеље. Оно ће почетком XXI века постати једно од најпознатијих туристичких дестинација на Халкидикију.

## Црква у Сартију
Цркву у Сартију избеглице су саградили уз много труда и напора. Посветили су је Богородици, заштитници хришћана. У цркви се чува икона Богородице коју су мештани понели из њихове прапостојбине. По легенди она је учинила да брод не крене док и Њу не унесу на њега и показује знаке присуства за свој празник, сваког 15. августа. Тог дана улицама Сартија креће се литија и велики број људи који нису из овог места долази да јој се поклони.

## Становништво
Насеље је имало 2011. године 1.156 становника. Током летњих сезона тај број је и до 10 пута већи због туриста, а највећи број долази из Србије, Северне Македоније, Мађарске, Румуније итд.

## Галерија
- Поглед на Свету гору (Атос) из Сартија "Излазак Сунца"
- Фонтана на обали у ресторану
- Старе куће
- Дрвена надстрешница са етно мотивима